# Арле-Тиц, Коретти Генриховна
Коретти Генриховна Арле-Тиц (англ. Coretti Arle-Titz; урождённая Коретта Арле, англ. Coretta Arle; 5 декабря 1894, Мексика — 15 декабря 1951, Москва) — советская негритянская певица (лирико-драматическое сопрано) американского происхождения.

## Биография
Родилась 5 декабря 1894 года в Мексике. Выступала в Европе в женском негритянском ансамбле. В 1913 году переехала в Россию. По другим данным, родилась 5 декабря 1881 года в городке Черчвиль, штат Нью-Йорк. С 1901 года выступала в будапештском кабаре в составе чернокожей женской труппы «Стражницы-амазонки из Луизианы» (англ. The Louisiana Amazon Guards), в 1904 году вместе с труппой отправилась на гастроли в Россию.
В России вышла замуж за представителя богатого семейства Утиных, в браке родилось два ребёнка, один из которых умер в детстве. После краткой поездки Коретти на родину брак был расторгнут.
Вышла замуж за пианиста Бориса Тица, который был её аккомпаниатором, после чего изменила сценическое имя. Осталась жить в России, совершенствовала исполнительское мастерство в Санкт-Петербурге под руководством известного вокального педагога Елизаветы Цванцигер, затем у Марии Владимировой и Михаила Ипполитова-Иванова. Наряду с эстрадными выступлениями пела и в опере — в частности, исполнила главную партию в «Аиде» Верди в Харьковской опере. Во время Гражданской войны выступала перед солдатами Красной армии. В середине 1920-х годов пела в Ленинграде с джаз-бандом Леопольда Теплицкого, в 1926 году участвовала в российских гастролях джазового ансамбля под руководством тромбониста Фрэнка Уизерса (в составе которого выступал, в частности, Сидней Беше).
В 1936 году снялась в фильме «Цирк» режиссёра Григория Александрова в роли няни маленького чернокожего сына героини фильма Марион Диксон (Любовь Орлова). В годы Второй мировой войны выступала в прифронтовых советских войсковых частях с исполнением афроамериканских «спиричуэлс» (spirituals). В 1945 году снялась в фильме «Пятнадцатилетний капитан» в роли старой негритянки Нан. Похоронена на Новодевичьем кладбище рядом с мужем.